# Kawanishi H3K
Il Kawanishi H3K, indicato anche idrovolante per la marina Tipo 90-2 (九〇式二号飛行艇?) in base alle convenzioni allora vigenti e al quale venne assegnato dagli alleati il nome in codice Belle, fu un idrovolante a scafo centrale, trimotore a velatura biplano-sesquiplana sviluppato dall'azienda giapponese Kawanishi Kōkūki KK negli anni trenta.
Sviluppo del britannico Short S.8/8 Rangoon, venne impiegato come idroricognitore marittimo dalla Dai-Nippon Teikoku Kaigun Kōkū Hombu, la componente aerea della Marina imperiale giapponese, nel periodo tra le due guerre mondiali.

## Storia del progetto
Nell'ambito di un programma di sviluppo ed integrazione della propria flotta aerea, la Marina imperiale, che negli anni venti aveva instaurato un rapporto di collaborazione con il Regno Unito, decise di rivolgersi nuovamente ad un'azienda britannica per la fornitura di un nuovo modello adatto a missioni di ricognizione marittima.
Il futuro H3K era uno sviluppo del Short S.8/8 Rangoon, versione militarizzata del S.8 Calcutta di linea del quale manteneva la stessa impostazione. Era un idrovolante a scafo centrale dotato di due galleggianti stabilizzatori sulla parte sottostante all'ala inferiore. La velatura manteneva la configurazione sesquiplana del progetto originale, ovvero con piano alare superiore dall'apertura sensibilmente maggiore dell'inferiore, collegati tra loro da una serie di robusti montanti.
Lo scafo, di costruzione interamente metallica, integrava la cabina di pilotaggio chiusa posta sulla parte anteriore e terminava posteriormente in un piano di coda dall'impennaggio monoderiva e dagli stabilizzatori rinforzati da aste di controvento.
La propulsione era affidata a tre motori Rolls-Royce Buzzard, dei 12 cilindri a V raffreddati a liquido, realizzati in Inghilterra e successivamente importati in Giappone, erano installati in apposite gondole bloccate tra l'ala superiore la fusoliera e l'ala inferiore tramite robuste travature.
Il primo dei cinque esemplari prodotti fu realizzato presso la britannica Short Brothers plc, il quale assunse la denominazione della casa Short K.F.1, mentre i successivi 4 presso la Kawanishi, in Giappone.

## Utilizzatori
Giappone
- Dai-Nippon Teikoku Kaigun Kōkū Hombu

### Pubblicazioni
- Tullio Marcon, Le denominazioni dei velivoli giapponesi, in Storia Militare, VIII, n. 81, Parma, Albertelli Edizioni Speciali srl, giugno 2000.